# Іткуль
Ітку́ль (рос. Иткуль) — присілок у складі Каргапольського району Курганської області, Росія. Входить до складу Чашинської сільської ради.
Населення — 109 осіб (2010, 153 у 2002).
Національний склад населення станом на 2002 рік: росіяни — 94 %.